# 二宮美穂
二宮　美穂（にのみや　みほ、1975年（昭和50年）8月22日 - ）は、日本の柔道選手。熊本県菊池郡大津町出身。身長167cm、体重95kg。得意技は大内刈。

## 経歴
中学生の時に柔道を始めて、熊本県立阿蘇高等学校に入学後は全国大会でも活躍するようになり日本体育大学体育学部武道学科に進学。
1995年（平成7年）の福岡国際では日本選手がそれまでなかなか勝てなかった中国の張穎を破り2位に入った。
1997年（平成9年）の全日本選手権では高校時代からのライバルである阿武教子を実に11度目の対戦にして初めて破り、優勝を果たした。世界選手権では2階級で代表になり、72kg超級では準決勝でオリンピックチャンピオンである中国の孫福明を見事な体落で破り、決勝でも地元フランスのクリスティーヌ・シコに技ありを奪ってリードしていたが、逆転負けを喫して2位に終わった。さらに無差別でも3位に入り2階級でメダルを獲得した。
1999年（平成11年）の全日本選手権では準々決勝で阿武に1－2の微妙な旗判定で敗れ3連覇はならなかった。しかし世界選手権では前回に引き続いて2階級でメダルを獲得した。このように実績から言えば当然シドニーオリンピック代表に一番近い存在であったが、世界選手権以降のオリンピック代表選考試合では悉く敗れ去り、その時点で最も勢いのあった山下まゆみにオリンピック代表の座を譲る格好となった。
引退後は出身道場である誠道館船山塾の指導者となった。
なお、現役時代はベンチプレスで160kgを記録したという。

## 主な戦績
- 1993年（平成5年） -　全国高等学校柔道選手権大会　3位
- 1994年（平成6年） -　学生体重別　72kg超級　優勝
- 1995年（平成7年） -　全国女子柔道体重別選手権大会　72kg超級　優勝
- 1995年（平成7年） -　福岡国際女子柔道選手権大会　72kg超級　2位
- 1995年（平成7年） -　福岡国際女子柔道選手権大会　無差別　3位
- 1996年（平成8年） -　全国女子柔道体重別選手権大会　72kg超級　優勝
- 1996年（平成8年） -　アジア柔道選手権大会　72kg超級　3位
- 1996年（平成8年） -　アジア柔道選手権大会　無差別　3位
- 1996年（平成8年） -　福岡国際女子柔道選手権大会　72kg超級3位
- 1996年（平成8年） -　福岡国際女子柔道選手権大会　無差別　3位
- 1997年（平成9年） -　全日本選抜柔道体重別選手権大会　72kg超級　優勝
- 1997年（平成9年） -　皇后盃全日本女子柔道選手権大会　優勝
- 1997年（平成9年） -　アジア柔道選手権大会　無差別　優勝
- 1997年（平成9年） -　世界柔道選手権大会　72kg超級　2位
- 1997年（平成9年） -　世界柔道選手権大会　無差別　3位
- 1998年（平成10年） -　全日本選抜柔道体重別選手権大会　78kg超級　優勝
- 1998年（平成10年） -　皇后盃全日本女子柔道選手権大会　優勝
- 1998年（平成10年） -　アジア大会柔道競技　78kg超級　3位
- 1999年（平成11年）1月 -　福岡国際女子柔道選手権大会　無差別　優勝
- 1999年（平成11年） -　フランス国際　78kg超級　優勝
- 1999年（平成11年） -　全日本選抜柔道体重別選手権大会　78kg超級　優勝
- 1999年（平成11年） -　世界柔道選手権大会　78kg超級　3位
- 1999年（平成11年） -　世界柔道選手権大会　無差別　2位
- 1999年（平成11年）12月 -　福岡国際女子柔道選手権大会　78kg超級　3位
- 1999年（平成11年）12月 -　福岡国際女子柔道選手権大会　無差別　2位
- 2000年（平成12年） -　全日本選抜柔道体重別選手権大会　78kg超級　2位
- 2001年（平成13年） -　全国女子柔道体重別選手権大会　78kg超級　優勝